# لری کینگ لایو
لری کینگ لایو (انگلیسی: Larry King Live) برنامه زنده و دیرپای تاک شو، یکی از برنامه‌های محبوب کانال سی‌ان‌ان آمریکا بود که از ۱۹۸۵ تا ۲۰۱۰ هرشب با مجری‌گری لری کینگ که بیش از یک میلیون بیننده داشت، پخش می‌شد.
این برنامه که از استودیوهای سی.ان. ان لس آنجلس پخش می‌گردید، بعضاً از ایستگاه تایم وارنر سنتر آتلانتا یا از شهر نیویورک یا واشینگتن دی. سی. پخش می‌شد، جایی که کینگ سالیان با انجام مصاحبه‌های رادیویی در برنامه لری کینگ به شهرت ملی دست یافت. هر شب، کینگ با یک یا چند فرد برجسته، معمولاً افراد مشهور، سیاستمداران و تجار مصاحبه می‌کرد.
این نمایش یک‌ساعته هر روز سه بار در برخی مناطق پخش می‌شد و در سراسر جهان از طریق سی‌ان‌ان بین‌الملل دیده می‌شد.
در ۲۹ ژوئن ۲۰۱۰ کینگ اعلام کرد که برنامه پایانی‌اش را اجرا می‌کند. آخرین قسمت این برنامه در ۱۶ دسامبر پخش شد اما قسمت جدیدی دربارهٔ جنگ علیه سرطان دو روز بعد از آن در ۱۸ دسامبر آنلاین برگزار شد.
در آن شب پیرز مورگان جایگزین لری کینگ شد. در ۱۷ ژانویه ۲۰۱۱ یک برنامه گفتگوی میزبان که توسط پیرز مورگان با یک شخصیت تلویزیونی و یک روزنامه‌نگار انگلیسی اجرا شد، آغاز به کار کرد. در سال ۲۰۱۳ مورگان نام برنامه را به پیرز مورگان لایو تغییر داد و آخرین قسمت خود را پس از توقف آن در ۲۸ مارس ۲۰۱۴ اجرا کرد.

## شکل برنامه

### سبک مصاحبه
لری کینگ به‌طور عمده مصاحبه‌هایی را از استودیو انجام می‌داد، او همچنین با افرادی در کاخ سفید نیز مصاحبه می‌کرد، مصاحبه با زندانی در سلول‌های زندان، و با مصاحبه‌کنندگانش در خانه‌هایشان یا سایر مکان‌های منحصر به فرد مصاحبه می‌کرد. منتقدان مدعی بودند که لری کینگ در مقایسه با سایر مصاحبه‌کنندگان «سوالات» «نرم» می‌پرسد و این کار به او این امکان را می‌داد تا به مهمانانی برسد که از مصاحبه در شوهای گفتگوی «سخت» بیزار هستند. شهرت وی برای پرسش سوالات آسان و آزاد بود و این کار او را برای شخصیت‌های مهمی جذاب کرده بود که می‌خواستند موضع خود را بیان کنند در حالی‌که از به چالش کشیدن در موضوعات بحث‌برانگیز اجتناب می‌کرد. هنگامی که در آخر شب با کونان اوبراین مصاحبه کرد، کینگ گفت که راز یک مصاحبه خوب این است که مهمان را به صحبت دربارهٔ خودش بکشاند و خودش را در استخر پس زمینه قرار دهد.

### تماس‌ها
کینگ بعضی شب‌ها سوالاتی را از تماس گیرنده‌ها قبول می‌کرد. تماس گیرنده‌ها با نام خود تماس نمی‌گرفتند بلکه از طریق شهر و ایالت / استان شناسایی می‌شدند. برخی اوقات، میهمانان کینگ به‌طور غافلگیر‌کننده‌ای تماس می‌گرفتند مانند فرمانداران، سلاطین و افراد مشهور که از طریق تلفن تماس گرفته و نظر می‌دادند. برخی اوقات هم در تماس‌ها شوخی می‌کردند.

### مصاحبه‌های تکراری
در هنگام برگزاری انتخابات سراسری عمده، این برنامه به تحلیل سیاسی و تفسیر می‌پردازد، چرا که به‌طور کلی زمان پخش اصلی این برنامه با زمان بسته شدن آرای صندوق‌های رای‌گیری در بسیاری از ایالت‌ها همزمان است. لری کینگ در حالی که میزبان میزگردی در اواخر شب این برنامه بود تقریباً در پایان اجرای هر مصاحبه با میهمانان مختلف در طول برنامه به انتخابات پوشش می‌داد و در تکرار روزانه این برنامه خارج از پوشش مستقیم انتخابات به آن می‌پرداخت.
از دیگر مصاحبه‌های تکراری کینگ، ارتباط با ماوراءالطبیعه بود. میهمان تکراری او جان ادوارد از برنامه تلویزیونی معروف کراسینگ اور بود با مجری‌گری جان ادوارد. ادوارد برای مصاحبه با کینگ می‌آمد و وی به تماس گیرندگان فرصتی رایگان می‌داد تا از طریق جان ادوارد با عزیزان مرده خود ارتباط برقرار کنند.
کینگ برخی اوقات به افراد شعبده‌باز یا شک‌گرای علمی مانند جیمز رندی اجازه می‌داد تا در مورد روانپزشکان بحث کنند. کینگ در برنامه آوریل ۲۰۰۵ میزبان میزگردی در مورد دیدگاه‌های معتقد به انجیل مسیحی، کاتولیک، یهودی، مسلمان و ملحد دربارهٔ زندگی پس از مرگ بود. کینگ همچنین موضوعاتی در مورد بشقاب پرنده‌ها و موجودات فرازمینی را مطرح می‌کرد که در آن افراد مؤمن را در برابر افراد بدبین قرار می‌داد.

### طراحی صحنه
استودیوی لری کینگ لایو دارای یک پشت صحنه بزرگ رنگی نقشه جهان با علامت تجاری کینگ در آن نقش بسته، یک میکروفون آرسی‌ای (مطابق چک لیست دستورالعمل)، و روی میز یک میکروفون یک پایه برای گرفتن صداهای اطراف قرار دارد، چرا که کینگ و مهمانانش از میکروفون‌های یقه ای استفاده می‌کنند.

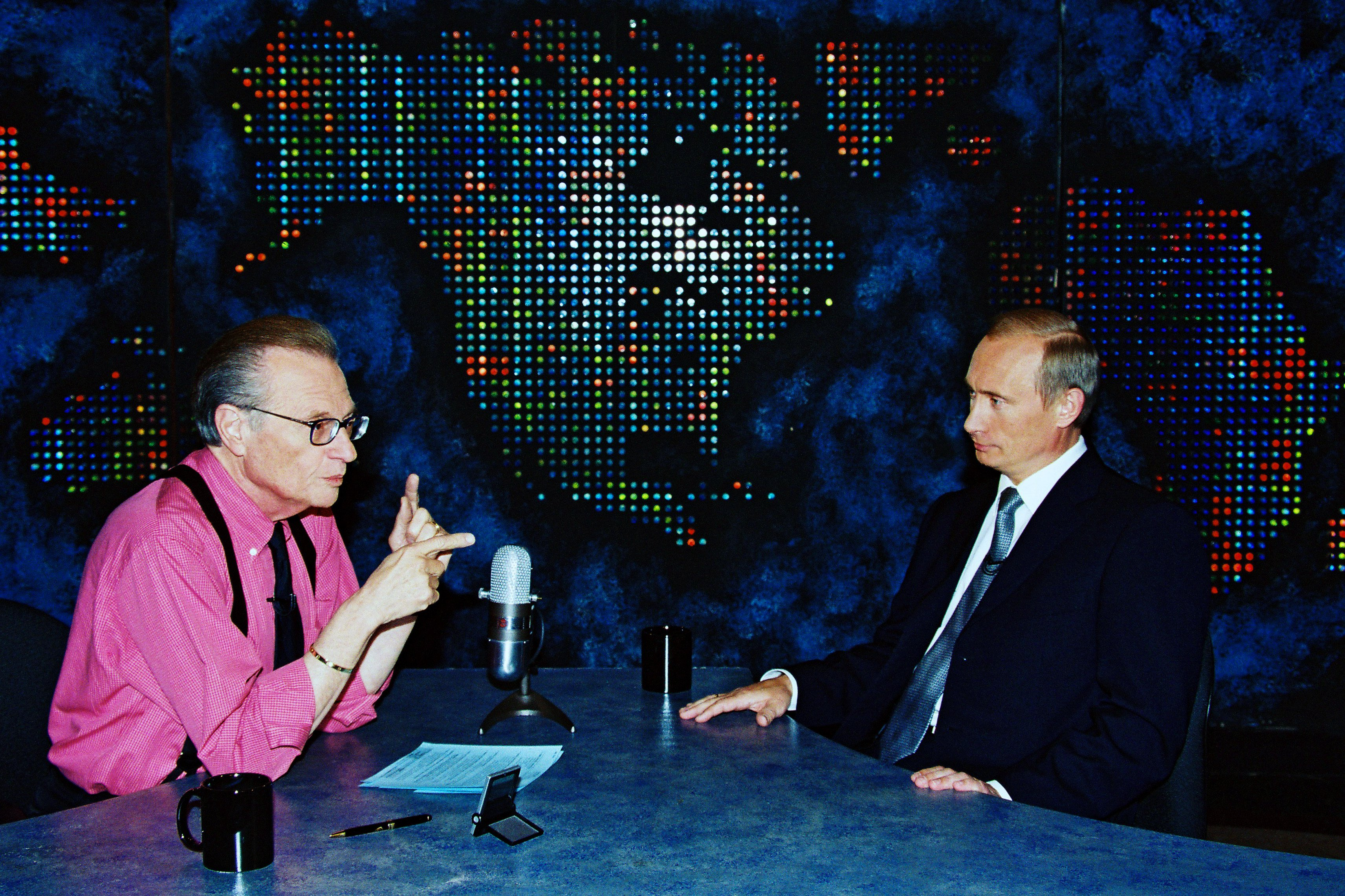
مصاحبه با میهمان برنامه پوتین درلری کینگ لایو

## برنامه‌های برجسته
- در ۳ ژوئن ۱۹۸۵، لری کینگ لایو برای اولین بار در CNN پخش شد و ماریو کومو، فرماندار وقت نیویورک، اولین مهمان کینگ بود. میراث ماریو کومو به عنوان پنجاه و دومین فرماندار نیویورک منجر به لقب «هملت در هادسون» شد.[۱۴]
- در سال ۱۹۹۰، لوئیس فراخان (رهبر مسلمانان آمریکا) برای اولین بار به عنوان مهمان در برنامه لاری کینگ لایو ظاهر شد.
- مناظره ۹ نوامبر ۱۹۹۳ بین راس پرو و ال گور دربارهٔ توافقنامه تجارت آزاد آمریکای شمالی در ۱۱٫۱۷۴ میلیون خانوار تماشا شد - بزرگ‌ترین مخاطب تا به حال برای یک برنامه.
- در یک شبکه کابلی تبلیغاتی تا بازی ۲۳ اکتبر ۲۰۰۶ نیویورک جاینتز-دالاس کاوبویز در ESPN در دوشنبه شب فوتبال.[۱۵]
- در ۷ اکتبر ۱۹۹۴، بازیگر مارلون براندو از خانه‌اش برای تبلیغ زندگی‌نامه خود به نام «آهنگ‌های مادرم به من یاد داد» مصاحبه کرد. در اواخر، براندو بوسه ای بر لبان کینگ زد.
- در ۸ سپتامبر ۲۰۰۰ با ولادیمیر پوتین رئیس‌جمهور روسیه مصاحبه شد.[۱۶]
- در ۲۵ سپتامبر ۲۰۰۶، اپرا وینفری برای اولین بار از باراک اوباما برای ریاست‌جمهوری ایالات متحده در برنامه لری کینگ لایو حمایت کرد. دو اقتصاددان تخمین می‌زنند که حمایت وینفری بیش از یک میلیون رأی در رقابت‌های مقدماتی دموکرات‌ها داشت[۱۷] و بدون آن، اوباما نامزدی را از دست می‌داد.[۱۸]
- به مناسبت بیستمین سالگرد نمایش، باربارا والترز از شبکه ABC میزبان مهمان بود و با کینگ دربارهٔ بازتاب‌های حرفه‌ای خود مصاحبه کرد.
- به مناسبت ۵۰ سالگی کینگ در پخش، لری کینگ لایو جشنی یک هفته ای برگزار کرد که شامل دو ساعت ویژه «CNN Presents» و یک ساعت نان تست برای افراد مشهور بود. پخش این رویداد ویژه یک هفته ای به دلیل فاجعه در ویرجینیا تک به تعویق افتاد. رادیو ماهواره ای XM همچنین یک کانال میکرو به نام "لری!" که شامل تکرار برنامه به همراه مصاحبه‌ها و مطالب جدید از برنامه‌های سالگرد CNN بود.
- در ۱۹ ژوئیه ۲۰۰۷، تامی فایه آخرین حضور خود را در لاری کینگ لایو انجام داد تا در مورد مبارزه خود با سرطان ریه و روده بزرگ صحبت کند. او روز بعد درگذشت.
- در ۷ سپتامبر ۲۰۰۹، اولین قسمت با کیفیت بالا پخش شد.
- در ۱۲ فوریه ۲۰۱۰، لری کینگ در طی بحثی در مورد آخرین عمل قلب بیل کلینتون فاش کرد که پنج هفته پیش از آن تحت عمل مشابهی قرار گرفته بود. کینگ در سال ۱۹۸۷ دچار حمله قلبی شد و گفت که برای قرار دادن بالون در مجرای قلبش خود تحت عمل جراحی قرار گرفته‌است.
- در ۱۶ دسامبر ۲۰۱۰، آخرین قسمت لری کینگ لایو از CNN پخش شد، با رایان سیکرست و بیل مار به عنوان مجریان مراسم، و حضور غافلگیرکننده پرزیدنت باراک اوباما، رئیس‌جمهور سابق بیل کلینتون و مجریان اخبار شبکه باربارا. والترز، دایان سایر، کیتی کوریک و برایان ویلیامز و دیگران. کینگ می‌گوید آخرین نمایش او «خداحافظی» نبود، بلکه یک حضور «خیلی طولانی» بود، زیرا او قصد دارد ادامه دهد و چیزهای دیگری را دنبال کند. نمایش نهایی او ۲٫۲۴ میلیون تماشاگر را جذب کرد که بیش از سه برابر مخاطب معمول برنامه ۶۷۲۰۰۰ نفری بود.

## میزبان میهمان ویژه
وقتی کینگ در برنامه غایب بود، مصاحبه‌کنندگان دیگری جایگزین او شدند.
- هرالدو ریورا در سال ۱۹۸۵ میزبان مهمان بود.
- رایان سیکرست از بازی‌های حیوانات وحشی و امریکن آیدل به عنوان میزبان مهمان برای چند برنامه حضور داشتند.
- نانسی گریس به عنوان میزبان مهمان برای چند برنامه، از جمله برنامه ۳۱ اکتبر ۲۰۰۳، در مورد پرونده اسکات پترسون حضور داشت.
- در ۱ آوریل ۱۹۹۴[۱۹] و ۲۰۰۲،[۲۰] کرمیت قورباغه میزبان نمایش به عنوان یک شوخی اول آوریل بود.
- در ۱۶ فوریه ۱۹۹۸، دن رادر میزبان نمایشی در مورد بحران عراق بود.[۲۱] او همچنین در ۱۹ اکتبر ۲۰۰۰ میزبان جی لنو به عنوان مهمان بود.[۲۲]
- در ۲۹ مارس ۱۹۹۶، نیوت گینگریچ، در آن زمان، رئیس مجلس، میزبانی را با جک هانا به عنوان مهمان داشت.[۲۳]
- در ۱۶ اکتبر ۱۹۹۸، ولف بلیتزر میزبان این برنامه بود که موضوع آن پرونده متیو شپارد بود. او همچنین مجری اپیزودهای ۱ مارس و ۱۹ مارس ۲۰۰۸ بود. علاوه بر این، او دوباره در ۲۲ مارس ۲۰۱۰ و در اوت ۲۰۱۰ میزبانی کرد.
- در ۲۲ مه ۲۰۰۰، کتی لی گیفورد میزبانی را بر عهده داشت، در حالی که داین سایر و جون ریورز مهمان بودند.[۲۴]
- در ۳۰ نوامبر ۲۰۰۰، راجر کوساک با جان اشکرافت، که به تازگی مل کارناهان[۲۵][۲۶] به جای او نشست، مصاحبه کرد. کارناهان پس از درگذشتش، همسرش جین کارنهان جای اور را گرفت.[۲۷]
- در ۲۲ ژانویه ۲۰۰۱، باب شیفر میزبان یک برنامه در مورد اصلاحات مالی مبارزات انتخاباتی با حضور جان مک‌کین به عنوان مهمان بود.[۲۸]
- در ۳ می ۲۰۰۱، پت ساجاک میزبان برنامه چرخ اقبال بود.[۲۹]
- در ۸ ژوئن ۲۰۰۵، باب کاستا گوینده ورزشی[۳۰] به عنوان مجری جایگزین برای مجری‌گری تقریباً نه بر اساس یک برنامه مشخص بلکه ۲۰ بار در سال نامگذاری شد.[۳۱]
- در ۱۸ اوت ۲۰۰۵، کریس پیکسلی به جای میزبان معمولی مهمان باب کاستاس، که با موضوع، پرونده ناتالی هالووی، احساس راحتی نمی‌کرد، برنامه را میزبانی کرد.
- در ۱۲ سپتامبر ۲۰۰۵، فیل مک‌گراو میزبانی را بر عهده داشت که موضوع آن پیامدهای طوفان کاترینا بود. او دوباره در ۲۷ فوریه ۲۰۰۹ به عنوان میزبان مهمان با افراد مختلف در مورد هشت قلوهای سلیمان مصاحبه کرد.
- بیل مار، کمدین، همچنین میزبانی مهمان را بر عهده داشت.
- در ۲۶ ژوئن ۲۰۰۶، جان رابرتس، گزارشگر سابق کانال فاکس نیوز، سی‌ان‌ان، اکنون این مجری برنامه بود.
- در مارس ۲۰۰۷، مایک شیور به عنوان میزبان مهمان برای چند برنامه نشست.
- در آوریل ۲۰۰۷، استر جونز میزبان بود.
- در ۶ آوریل ۲۰۰۷، جیمی کیمل مجری برنامه گفتگوی آخر شب میزبان برنامه بود.[۳۲]
- در ۲۴ ژوئیه ۲۰۰۷، هاروی لوین، وکیل سابق و سردبیر TMZ.com مهمان برنامه بود، موضوع مورد بحث دستگیری لیندزی لوهان در صبح آن روز بود.
- در ۱۱ مارس ۲۰۰۸، جان کینگ میزبان بود؛[۳۳] او همچنین در ۲۶ ژوئیه ۲۰۰۸،[۳۴] ۲۱ نوامبر ۲۰۰۸ و ۲۸ ژانویه ۲۰۰۹ میزبانی کرد.
- در ۱۷ مارس ۲۰۰۸ و ۲۴ آوریل ۲۰۰۹، درو پینسکی میزبان بود.[۳۵]
- در ۲۱ ژوئیه ۲۰۰۸، گلن بک میزبان بود.
- در ۱۹ اکتبر ۲۰۰۷،[۳۶] ۱۴ نوامبر ۲۰۰۸، ۱۳ آوریل ۲۰۰۹،[۳۷] و ۱ می ۲۰۰۹،[۳۸] جوی بیهار میزبان برنامه بود. در برنامه ۱ می ۲۰۰۹، لری کینگ مهمان بود.
- در ۲۶ ژوئیه ۲۰۰۸، کتی گریفین میزبان یک قسمت با حضور پاپاراتزی بود.
- در ۱۸ اسفند ۹۳ میزبان علی ولشی بود.
- در ۱۱ مارس ۲۰۰۹، سانجی گوپتا میزبانی کرد.
- در ۱۲ مارس ۲۰۰۹، جین پیرو از کانال فاکس نیوز میزبانی کرد.
- در ۲۷ مارس ۲۰۰۹، تویس سمایلی میزبان بود. او این کار را دوباره در ۱۰ اوت ۲۰۱۰ انجام داد.
- در ۳۱ دسامبر ۲۰۰۹، کندی کراولی میزبان بود.
- در ۱۹ فوریه ۲۰۱۰، جف پروبست میزبان بود. او همچنین در ۶ اوت ۲۰۱۰ دوباره میزبانی کرد.
- در ۵ ژوئن ۲۰۱۰، دونالد ترامپ، رئیس‌جمهور آینده ایالات متحده، میزبان یک ویژه نامه ۲۵ ساله بود که طی آن با کینگ مصاحبه کرد.
- در ۲ اوت ۲۰۱۰، کایرا فیلیپس میزبان بود.
- در ۳ اوت ۲۰۱۰، الی ونت‌ورث میزبان بود.
- در ۲۲ اوت ۲۰۱۰، جورج لوپز میزبان این برنامه بود.